# Annabelle Wallis

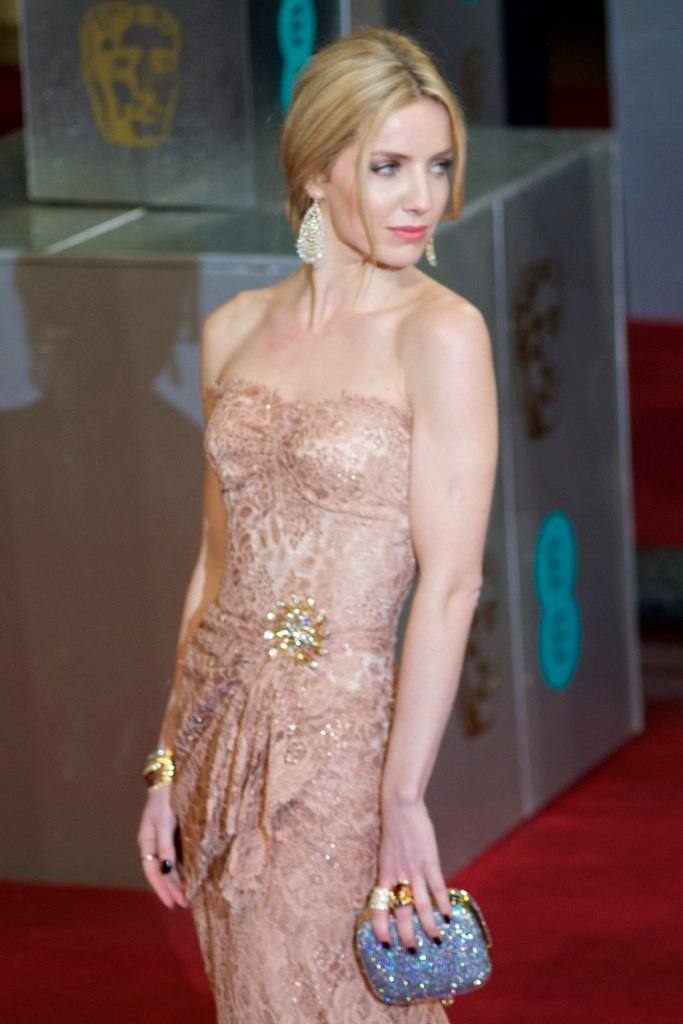
Annabelle Wallis (2013)

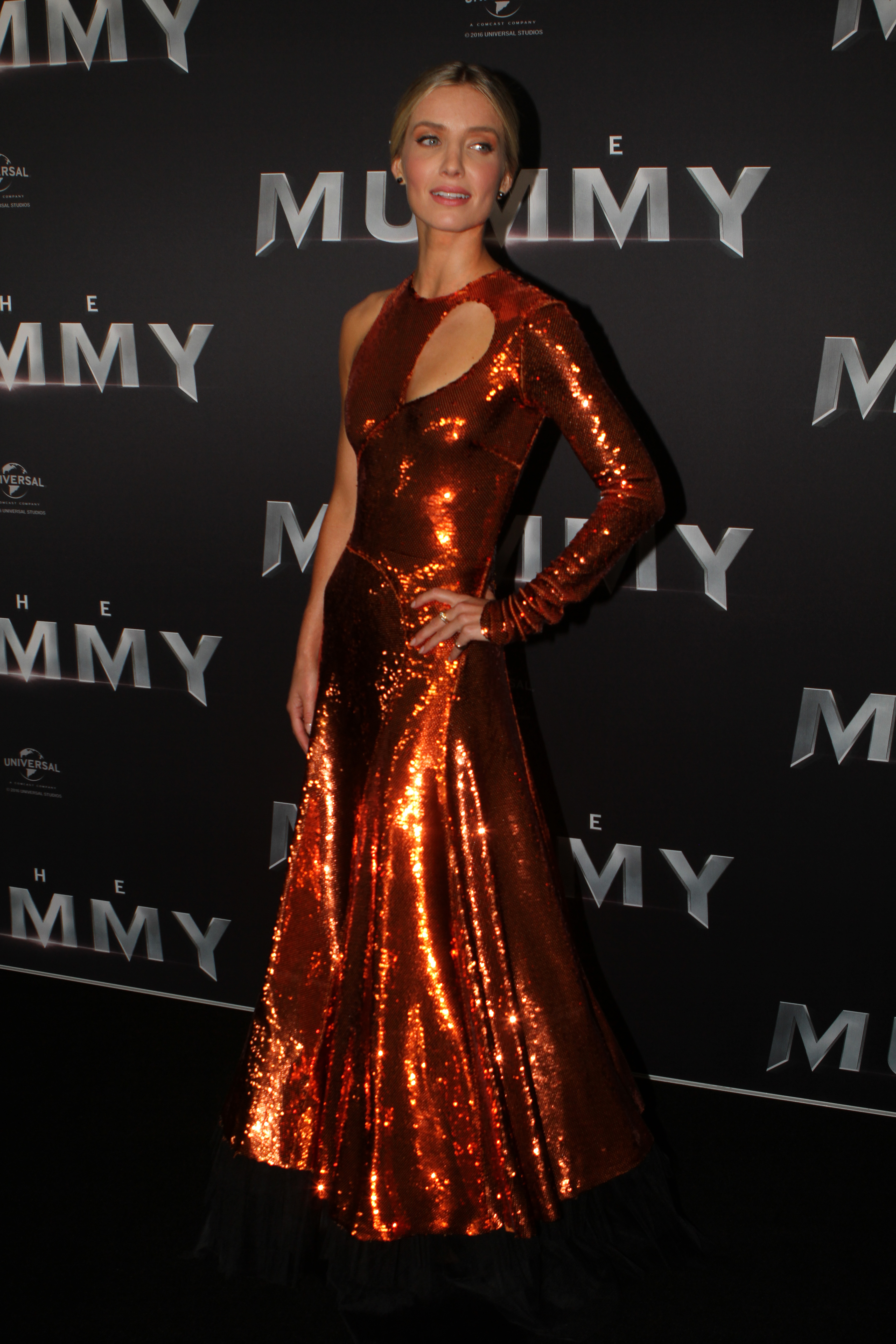
Annabelle Wallis (2017)

Annabelle Wallis (ur. 5 września 1984 w Oksfordzie) – brytyjska aktorka. Grała m.in. Jane Seymour w serialu Dynastia Tudorów i Jenny Halsey w filmie Mumia.

## Życiorys
Urodziła się w Oksfordzie w Anglii, ale większą część dzieciństwa spędziła w Portugalii, gdzie uczyła się w szkole Saint Dominic's International School. Jej matka jest siostrzenicą Richarda Harrisa i kuzynką jego synów – Jareda, Damiana i Jamiego.
Włada biegle językiem angielskim, portugalskim, francuskim i hiszpańskim.

### Kariera
Zanim przeniosła się do Londynu, zagrała w kilku filmach krótkometrażowych w Portugalii. W Londynie zagrała w kilku reklamach i udała się do szkoły teatralnej.
W 2009 zagrała Jane Seymour w trzecim sezonie z serialu Dynastia Tudorów z Jonathanem Rhysem Meyersem. Przejęła tę rolę od Anity Briem, która zakończyła grać ją pod koniec drugiego sezonu. Wystąpiła jeszcze jako Jane Seymour w jednym odcinku w sekwencji snu w czwartym (i ostatnim) sezonie w połowie 2010.
W 2010 wystąpiła w filmie W.E. w reżyserii Madonny, a w 2011 zagrała niewielką rolę w filmie X-Men: Pierwsza klasa.

## Filmografia

### Filmy
- 2005: Dil Jo Bhi Kahey jako Sophie
- 2006: True True Lie jako Paige
- 2007: Steel Trap jako Melanie
- 2008: W sieci kłamstw jako dziewczyna Haniego
- 2008: Right Hand Drive jako Ruth
- 2011: W.E. – jako Arabella Green
- 2011: X-Men: Pierwsza klasa[1] jako Amy
- 2012: Królewna Śnieżka i Łowca jako Sara
- 2013: Hello Carter jako Kelly
- 2014: Annabelle[1] jako Mia
- 2015: Sword of Vengeance jako Anna
- 2016: Grimsby jako Lina Smit
- 2016: Mine jako Jenny
- 2016: Come and Find Me jako Claire
- 2017: Król Artur: Legenda miecza[1] jako Maggie
- 2017: Mumia[1] jako Jenny Halsey
- 2017: Annabelle: Narodziny zła jako Mia Form
- 2018: Berek[1] jako Rebecca Crosby
- 2020: Milczenie jako Gustafson
- 2021: Poziom mistrza jako Alice
- 2021: Wcielenie jako Madison Mitchell
- 2021: Silent Night jako Sandra
- 2021: Warning jako Nina

### Seriale
- 2005: Jerycho jako Lizzie Way
- 2007: Diana: Last Days of a Princess jako Kelly Fisher
- 2009, 2010: Dynastia Tudorów jako Jane Seymour
- 2010: The Lost Future – jako Dorel
- 2011: Pan Am jako Bridget Pierce
- 2011: Kontra: Operacja Świt jako Dana van Rija
- 2013–2016, 2019: Peaky Blinders[1] jako Grace Burgess
- 2014: Fleming jako Muriel Wright
- 2014: Muszkieterowie jako Ninon de Larroque
- 2019: Na cały głos[1] jako Laurie Luhn
- od 2020: Star Trek: Discovery jako Zora